# Nierembergia hatschbachii
Nierembergia hatschbachii är en potatisväxtart som beskrevs av A.A. Cocucci och A.T. Hunziker. Nierembergia hatschbachii ingår i släktet Nierembergia och familjen potatisväxter. Inga underarter finns listade i Catalogue of Life.